# 百簕花
百簕花（学名：Blepharis maderaspatensis）是爵床科百簕花属的植物。分布在印度、斯里兰卡、热带非洲、越南以及中国大陆的海南等地，生长于海拔800米的地区，多生长于石灰岩上，目前尚未由人工引种栽培。